# Movimiento prosexo
El movimiento prosexo es un movimiento social y filosófico que busca cambiar actitudes y normas culturales en torno a la sexualidad, promoviendo el reconocimiento de la sexualidad (en sus innumerables formas de expresión) como una parte natural y saludable de la experiencia humana y enfatizando la importancia de soberanía personal, prácticas sexuales más seguras y sexo consensual (libre de violencia o coerción). Cubre todos los aspectos de la identidad sexual, incluida la expresión de género, la orientación, la relación con el cuerpo (positividad corporal, desnudez, elección), elección del estilo de relación y derechos reproductivos. La positividad sexual es «una actitud hacia la sexualidad humana que considera todas las actividades sexuales consensuales como fundamentalmente saludables y placenteras, fomentando el placer y la experimentación sexual». Desafía los tabúes sociales y tiene como objetivo promover actividades sexuales saludables y consensuales. El movimiento prosexo también aboga por la educación sexual integral y el sexo seguro como parte de su campaña. El movimiento generalmente no hace distinciones morales entre los tipos de actividades sexuales, considerando estas elecciones como cuestiones de preferencia personal.

## Descripción general
Los términos y conceptos de sexo positivo (alemán: sexuell positiv) (o, alternativamente, sexo afirmativo ( sexuell bejahend)) y sexo negativo (sexuell negativ) generalmente se atribuyen a Wilhelm Reich. Su hipótesis era que algunas sociedades ven la expresión sexual como esencialmente buena y saludable, mientras que otras tienen una visión generalmente negativa de la sexualidad y buscan reprimir y controlar la libido. Otros términos utilizados para describir este concepto incluyen prosexo o prosexualidad.
El movimiento sexualmente positivo no hace, en general, distinciones morales o éticas entre sexo heterosexual u homosexual, o masturbación, considerando estas elecciones como cuestiones de preferencia personal. Otras posiciones sexualmente positivas incluyen la aceptación del BDSM y el poliamor, así como la asexualidad.

Algunos teóricos del sexo positivo han analizado el sexo positivo en términos de la intersección de raza/cultura, género, sexualidad, clase, nacionalidad y espiritualidad. Debido a la inmensidad del movimiento de positividad sexual, ha sido un desafío para las personas llegar a una definición acordada del término «positividad sexual». La sexóloga Carol Queen ha ofrecido varias definiciones de positividad sexual:
Sexo positivo, un término que está adquiriendo conciencia cultural, no es una celebración del orgón amorosa e infantil; es una afirmación simple pero radical de que cada uno de nosotros cultivamos nuestras propias pasiones en un medio diferente, que en lugar de tener dos o tres o Incluso media docena de orientaciones sexuales, deberíamos pensar en términos de millones. «Sexo positivo» respeta cada uno de nuestros perfiles sexuales únicos, aun cuando reconocemos que algunos de nosotros hemos sido dañados por una cultura que intenta erradicar las diferencias y posibilidades sexuales.
Es la filosofía cultural la que entiende la sexualidad como una fuerza potencialmente positiva en la vida de uno y, por supuesto, puede contrastarse con la negatividad sexual, que ve el sexo como problemático, perturbador y peligroso. La positividad sexual permite y, de hecho, celebra la diversidad sexual, los diferentes deseos y estructuras de relaciones, y las elecciones individuales basadas en el consentimiento.

## Historia
En el uso general, el término liberación sexual se utiliza para describir un movimiento sociopolítico, presenciado desde los años 1960 hasta los años 1970. Sin embargo, el término se ha utilizado al menos desde finales de la década de 1920 y a menudo se atribuye que está influenciado por los escritos de Freud sobre la liberación sexual y cuestiones psicosexuales, así como por Wilhelm Reich, quien originalmente acuñó el término.
Durante la década de 1960, comenzó a producirse un cambio en la forma en que la gente pensaba sobre la sexualidad, anunciando un período de descondicionamiento en algunos círculos, alejándose de los antecedentes del viejo mundo, y desarrollando nuevos códigos de conducta sexual, muchos de los cuales desde entonces se han integrado en la corriente principal.
La década de 1960 también anunció una nueva cultura del «amor libre» con millones de jóvenes que abrazaron el espíritu hippie y predicaron el poder del amor y la belleza del sexo como parte natural de la vida ordinaria. Los hippies creían que el sexo y la sexualidad eran fenómenos biológicos naturales que no debían negarse ni reprimirse. Los cambios de actitud reflejaron la percepción de que las opiniones tradicionales sobre la sexualidad eran a la vez hipócritas y machistas.
La liberalización sexual anunció un nuevo espíritu en la experimentación con el sexo abierto dentro y fuera del matrimonio, la anticoncepción y la píldora, la desnudez pública, la liberación gay, el aborto legalizado, el matrimonio interracial, el retorno al parto natural, los derechos de la mujer y el feminismo.
El historiador David Allyn sostiene que la revolución sexual fue una época de «salida del armario»: sobre sexo prematrimonial, masturbación, fantasías eróticas, uso de pornografía y sexualidad.

## Feminismo prosexo
El feminismo sexualmente positivo, también conocido como feminismo prosexo, feminismo radical sexual o feminismo sexualmente liberal, es un movimiento que comenzó a principios de los años 1980. En la década de 1970 surgió la segunda ola del feminismo, caracterizado por su oposición a la pornografía, el trabajo sexual y el BDSM, conocidos y denominados puntos de vista sexualmente negativos o antipornografía.
Algunas se involucraron en el movimiento feminista prosexo en respuesta a los esfuerzos de feministas antipornografía, como Catharine MacKinnon y Dorchen Leidholdt, de poner la pornografía en el centro de una explicación feminista de la opresión de las mujeres. Andrea Dworkin y Robin Morgan sostenían la creencia, como feministas antipornografía, de que la degradación y cosificación de los cuerpos de las mujeres fomentaba ideas de violencia y agresión sexual. Este período de intenso debate y acritud entre feministas prosexo y antipornografía a principios de la década de 1980 se conoce a menudo como las «guerras sexuales feministas». Otras feministas prosexo se involucraron, no en oposición a otras feministas, sino en respuesta directa a lo que consideraban un control patriarcal de la sexualidad. Algunos autoras que han abogado por el feminismo sexualmente positivo incluyen a Erika Lust, Ellen Willis, Susie Bright, Patrick Califia, Gayle Rubin, Carol Queen,Tristan Taormino, Avedon Carol, Diana Cage, Nina Hartley, Amia Srinivasan, Mireille Miller-Young y Betty Dodson.
El feminismo prosexo presta atención y reconoce la importancia del derecho de las mujeres a explorar sus cuerpos, su deseo sexual, y considera que la violencia sexual no tiene por qué impedir la reivindicación del deseo femenino. Este movimiento exige la preservación de la libertad y está en contra de las normas que están presentes en el ámbito sexual. También fomenta y exige respeto por la variedad y la disidencia sexual sin dejarse perjudicar por una intensa presión antisexo por parte de los críticos.
El feminismo sexualmente positivo afirma que el discurso sobre el placer sexual de las mujeres está silenciado y marginado en el mundo actual. Suprimir el diálogo sexual con el supuesto propósito de proteger a las mujeres sólo hará que aparezcan, según esta perspectiva, como el sexo más débil. Las mujeres podrían tener dificultades para defenderse con la clasificación de víctimas. Con el tiempo, las mujeres han sido catalogadas como sexualmente pasivas, mientras que los hombres son reconocidos como sexualmente agresivos, por lo que el coito se considera una actividad en la que las mujeres se «someten» al deseo de los hombres. Otro factor que sigue minimizando el deseo femenino es la falta de consenso e investigación al respecto, producto de la represión social que las mujeres han tenido que soportar a lo largo de los siglos, lo que ha generado prejuicios y generalizaciones.
Shere Hite, educadora sexual y feminista, cuestionó los conceptos erróneos sobre la sexualidad femenina y apoyó la liberación sexual femenina y el derecho de las personas a expresar y explorar libremente su sexualidad sin juicio ni represión. Como lo demuestra en su trabajo, The Hite Report: A Nationwide Study of Female Sexuality (1976), contrarrestó las creencias freudianas afirmando que las mujeres eran capaces de experimentar el placer sexual de forma independiente, sin necesidad de tener relaciones sexuales. Sin embargo, Hite enfrentó una reacción antifeminista debido a sus métodos estadísticos de recopilación de datos, y por lo tanto, el libro se volvió en gran medida controvertido para ciertos grupos de hombres.
El sistema de jerarquía sexual sitúa en lo más alto la heterosexualidad, el matrimonio y la procreación, lo que provoca que muchas mujeres teman al sistema sexual que predomina en el mundo actual. El placer y la sexualidad son derechos humanos que han sido subyugados por una construcción social patriarcal pasada de moda. El feminismo prosexo se esfuerza por cultivar la sexualidad como lugar de resistencia política. Al utilizar el factor «placer» a su favor, se ha realizado una contribución significativa a la teoría y política queer contemporáneas mediante el uso del «empoderamiento» sexual y feminista.

## Perspectivas empoderadoras

### Educación prosexo para los jóvenes
El movimiento prosexo también se preocupa por la enseñanza de una educación sexual integral y precisa en las escuelas. Programas como el «Programa de Becas para la Educación sobre la Abstinencia» (AEGP) enseñan la abstinencia como la forma saludable de abordar los deseos sexuales y evitar infecciones de transmisión sexual como el VIH/sida. Sin embargo, en mayo de 2021, la Ley de Educación Real y Acceso para Jóvenes Saludables (REAHYA) introdujo subvenciones federales destinadas a abarcar una educación sexual veraz e inclusiva para los jóvenes. Busca poner fin a la financiación federal para el programa de subvenciones estatales Título V, que promueve la ideología de la abstinencia hasta el matrimonio, que podría ser perjudicial para la educación temprana. Las directrices A-H del Título V de la Ley de Seguridad Social transmiten una perspectiva distinta que sitúa la noción de que participar en actividades sexuales exclusivamente dentro del contexto del matrimonio es el único comportamiento aceptable (excluyendo a las personas LGBT), apoyando la abstinencia sólo hasta el matrimonio. programas. El movimiento busca promover una visión más saludable para que los jóvenes comprendan un enfoque abierto, honesto, sin prejuicios y de aceptación para aprender y enseñar sobre la positividad sexual.

### Industria del trabajo sexual
La industria del trabajo sexual abarca la pornografía, la prostitución (salones de masajes y burdeles), servicios de cibersexo, bailes exóticos y modelaje de desnudos en línea. Alrededor de 40 a 42 millones de mujeres en todo el mundo participan en la industria del trabajo sexual; sin embargo, a menudo no se tienen en cuenta las estimaciones del número de trabajadores sexuales LGBT. Los académicos feministas, queer y de derechos humanos utilizan el término trabajo sexual para enfatizar las decisiones económicas que se toman al ingresar a la industria del trabajo sexual, independientemente de su estatus legal e identidad de género. La complejidad de la industria del trabajo sexual excluye a los trabajadores de la protección brindada por las regulaciones internacionales, federales y estatales, lo que convierte los derechos de los trabajadores sexuales en derechos humanos fundamentales.
Los trabajadores sexuales necesitan protección contra los proxenetas y los sindicatos criminales que se aprovechan fácilmente de sus ganancias, y también necesitan protección contra la violencia, la discriminación, la marginación social y un acceso más fácil a los servicios de atención médica y de vivienda. Los trabajadores sexuales con frecuencia son objeto de criminalización, mientras que por lo general los hombres involucrados, ya sea como consumidores o controladores del trabajo, a menudo salen impunes. Hay diferentes conversaciones entre feministas, académicos queer, activistas y opiniones de profesionales sobre si el trabajo sexual debería despenalizarse, legalizarse y/o sindicalizarse. Todos coinciden en que las dinámicas de poder inherentes a las construcciones sociales de género, raza, clase, edad, sexualidad y nacionalidad generan condiciones económicas que obligan a las trabajadoras sexuales a operar y ganarse la vida dentro de marcos violentamente patriarcales y capitalistas.

### Cultura del consentimiento
El movimiento sexualmente positivo enfatiza y apoya la importancia del consentimiento en los encuentros sexuales. El consentimiento es la primera y más básica forma de respeto entre personas cuando participan en actividades sexuales. La negociación y forma de comunicación a la hora de hablar de consentimiento es el aspecto más importante a la hora de promover relaciones sexuales saludables. La cultura del consentimiento promueve el consentimiento afirmativo, fomenta el consentimiento entusiasta y la importancia de la educación sobre el consentimiento para fomentar relaciones sexuales sanas y respetuosas. El consentimiento proporciona una manera de articular y legitimar nuestros juicios morales en público.
El consentimiento afirmativo describe el consentimiento explícito, informado y voluntario para participar en una conducta sexual. Cualquiera que participe en interacciones sexuales es responsable de asegurarse de que la otra parte o partes hayan dado su consentimiento directo sin dudarlo. La ausencia de protesta, palabra o acción no significa consentimiento, y el silencio nunca será una forma de consentimiento. No debe haber expectativas de protesta u oposición.
Una expresión positiva de consentimiento es el foco principal del consentimiento entusiasta. Invocar un consentimiento entusiasta implica centrarse en la presencia de un «sí» en lugar de la ausencia de un «no». Puede comunicarse vocalmente o no verbalmente utilizando un lenguaje corporal estimulante. Estos incluyen asentir, mantener contacto visual y sonreír, como ejemplos de lenguaje corporal. Es importante recordar que si bien estos pueden implicar consentimiento, no representan unconsentimiento afirmativo explícito, que siempre se obtiene mediante confirmación verbal. La clave para mantener una relación sexual saludable y el consentimiento es consultar periódicamente con la pareja o parejas para asegurarse de que se sientan cómodas y que sus opiniones no hayan cambiado.

### Interseccionalidad
La interseccionalidad dentro del movimiento sexualmente positivo se esfuerza por reconocer identidades complejas, inclusión, independientemente de las categorías sociales de género, clase, raza y sexualidad. Carece de la inclusión de raza y etnia, género, identidad de género, orientación sexual y estatus. El movimiento prosexo se esfuerza por avanzar hacia la incorporación de la diversidad cultural y tener en cuenta la variedad de prácticas sexuales, así como las minorías sexuales y otras identidades marginadas u oprimidas. La sexualidad positiva abarca el bienestar y la felicidad de un individuo, la individualidad en la sexualidad, abrazando múltiples formas de conocer y aprender, la ética profesional, la comunicación abierta y honesta, pacificación, siendo aplicable a todos los niveles de la estructura social.
La sexualidad positiva se estableció y arraigó desde una perspectiva occidental. Gran parte de los actuales marcos prosexo se concentran en las poblaciones educadas, industrializadas, prósperas y democráticas, descuidando la idea de interseccionalidad y de grupos marginados.

## Crítica
En oposición, algunas feministas creen que la positividad sexual percibe desventajas en las mujeres pero las hace más fáciles de oprimir.Una gran oposición conservadora religiosa, particularmente abrahámica, a la positividad sexual ve la sexualidad humana como una fuerza destructiva excepto bajo el contrato de matrimonio. Los actos sexuales se clasifican jerárquicamente, con la heterosexualidad conyugal en la cima de la jerarquía y la masturbación, la homosexualidad y otras sexualidades que se desvían de las expectativas sociales más cerca de la base. Se dice que la medicina y la psiquiatría también contribuyeron a la negatividad sexual, ya que pueden designar como patológicas algunas formas de sexualidad que aparecen en la base de esta jerarquía (ver enfermedad mental).
Múltiples feministas, como Verkerk, Glick y Bauer, han criticado las iteraciones de la positividad sexual debido a preocupaciones sobre su eficacia para desafiar las normas patriarcales. Estas feministas insisten en que son «críticas sobre el sexo» en lugar de «negativas sobre el sexo». El académico Verkerk lo reconoce al afirmar que «hay aspectos tanto dañinos como liberadores de la cosificación sexual femenina y una explicación precisa de ella debe considerar ambos». Los críticos también discrepan de la mercantilización de la sexualidad. A las mujeres se les dice que inviertan en los estándares occidentales de belleza y sexualización y que al mismo tiempo se conviertan en «objetos de consumo». El feminismo sexualmente positivo también ha sido criticado por su énfasis en derrotar las normas patriarcales de género a través de elecciones de vida personal, «en lugar de desmantelar, criticar, exponer o desafiar la discriminación y la violencia sistemáticas».
La Marcha de las Putas (SlutWalk) ha recibido críticas por su eficacia como evento activista. El propósito de la misma era recuperar la palabra «puta» (slut) y contrarrestar la culpabilización de la víctima. A pesar del objetivo de la Marcha de las Putas, críticos han señalado que la palabra «puta» no había sido recuperada. Más bien, la palabra puta se había reificado. Los críticos de la SlutWalk también sugieren que el enfoque en la ropa reveladora «en última instancia desplaza los temas sombríos y mortales de la violación, la violencia doméstica, el abuso sexual y el acoso callejero». Por último, la SlutWalk recibió críticas por la falta de consideración de la hipersexualización que enfrentan las mujeres de color. Black Women's Blueprint escribió una carta abierta a la Marcha de las Putas explicando que las mujeres negras no pueden «permitirse etiquetarse» a sí mismas como lo hacen las que participan en la Marcha de las Putas.

## En elsigloXXI
Desde principios de la década de 2000, el movimiento de positividad sexual ha seguido acercándose a la corriente principal. La llegada de las redes sociales ha hecho que el movimiento de positividad sexual sea más accesible al brindarles a sus defensores plataformas para promover sus creencias entre una amplia audiencia de seguidores. Al ampliar el alcance del movimiento, la sexualidad positiva ha llegado a incluir todo tipo de sexo y sexualidad. La vergüenza se ha convertido en un área de particular interés dentro del movimiento de positividad sexual, al alentar a las personas a ser más abiertas y aceptar las diferentes experiencias que tienen con el sexo y la sexualidad. La vergüenza por tildar de prostituta, la vergüenza por tildar de mojigata y la vergüenza por los kinks han sido cuestionadas por el movimiento de positividad sexual en un esfuerzo por permitir que todas las personas se sientan apoyadas e incluidas en el movimiento.

### Comunidades sexuales positivas en línea
Plataformas como Twitter, Facebook y Reddit han seleccionado grandes comunidades de grupos sexualmente positivos, invitando y creando lugares de fácil acceso para que las personas se unan. Además, ha habido un aumento exponencial de aplicaciones digitales fetichistas sexualmente positivas que promueven el fetiche BDSM, como Ferly, Feeld y Bloom. Los eventos que se celebran anualmente como Shinto Kanamara Matsuri, Folsom Street Fair, Sexpo y Really Good Sex Festival, invitan y promueven la comunidad sexualmente positiva entre el público, atrayendo turistas y cobertura mediática de todo el mundo.
El cibersexo se ha vuelto popular con el avance de la tecnología debido a la mayor accesibilidad a Internet. La visibilidad de los servicios sexuales masculinos en Internet y los sitios web que ofrecen servicios de acompañantes masculinos también ha aumentado debido a la preferencia por la privacidad y el anonimato que ofrece el cibersexo como servicio en línea. Esto ha beneficiado a la industria del sexo masculino, especialmente para los espacios sociales gay que a menudo resultan incómodos en los entornos tradicionales.

### Principales medios de comunicación
La cultura popular también ha desempeñado un papel importante a la hora de incorporar el movimiento de positividad sexual a la corriente principal. Celebridades, incluidas Lady Gaga, Jessica Biel, Cameron Diaz, Taylor Swift y muchas otras, han hablado públicamente sobre sus experiencias con la vergüenza de las putas, la sexualidad, la agresión sexual, la aceptación del cuerpo y la salud y responsabilidad sexual en general.
En los últimos años, los conceptos sexualmente positivos han llegado a los clubes de baile a través de fiestas sexpositivas en ciudades como Berlín y Viena. Los pódcasts de sexo positivo como You Came First With Meghan Barton Hanson y Sex with Emily, junto con contenido de redes sociales en plataformas como TikTok y YouTube, han sido cada vez más populares, atrayendo y dirigiéndose específicamente a una audiencia más joven que participa en debates abiertos y fomenta conversaciones sobre ser sexualmente positivo y experiencias sexuales personales.
  